# Wardomicze
Wardomicze (biał. Вардамічы; ros. Вардомичи) – wieś na Białorusi, w obwodzie mińskim, w rejonie wilejskim, w sielsowiecie Dołhinów.
Dawniej używana nazwa – Wardomicze Stare.

## Historia
W czasach zaborów wieś w gminie Milcza, w powiecie wilejskim, w guberni wileńskiej Imperium Rosyjskiego.
W latach 1921–1945 wieś leżała w Polsce, w województwie wileńskim, w powiecie wilejskim, w gminie Dołhinów.
Według Powszechnego Spisu Ludności z 1921 roku zamieszkiwały tu 202 osoby, 4 były wyznania rzymskokatolickiego, 187 prawosławnego a 11 mojżeszowego. Jednocześnie 4 mieszkańców zadeklarowało polską, 187 białoruską a 11 żydowską przynależność narodową. Było tu 40 budynków mieszkalnych. W 1931 w 39 domach zamieszkiwały 213 osoby.
Wierni należeli do parafii rzymskokatolickiej w Dołhinowie i prawosławnej w Milczy. Miejscowość podlegała pod Sąd Grodzki w Krzywiczach i Okręgowy w Wilnie; właściwy urząd pocztowy mieścił się w Dołhinowie.
W okresie międzywojennym umiejscowiona była tu strażnica KOP „Wardomicze”. W 1932 roku obsada strażnicy zakwaterowana była w budynku KOP.
W wyniku napaści ZSRR na Polskę we wrześniu 1939 miejscowość znalazła się pod okupacją sowiecką. 2 listopada została włączona do Białoruskiej SRR. Od czerwca 1941 roku pod okupacją niemiecką. W 1944 miejscowość została ponownie zajęta przez wojska sowieckie i włączona do Białoruskiej SRR.
Do 1977 roku w sielsowiecie Micza.
Od 1991 w składzie niepodległej Białorusi.